# Will Sharpe
Pour les articles homonymes, voir Sharpe.
William Sharpe, dit Will Sharpe, né le 22 septembre 1986 dans le quartier londonien de Camden, est un acteur, scénariste, réalisateur et producteur britannique.
Après avoir écrit pour des comédies et être apparu dans la série médicale Casualty (2009–2010), il a fait ses débuts en tant que réalisateur avec Black Pond (2011). Il a poursuivi avec la série Flowers (2016). Il a ensuite joué dans les séries BBC Defending the Guilty (2018-2019) et Giri/Haji (2019), cette dernière lui ayant valu un British Academy Television Award. Will Sharpe réalise le film La vie extraordinaire de Louis Wain et la série Landscapers (tous deux en 2021). Il a également joué dans la deuxième saison de The White Lotus (2022), remportant une nomination aux Primetime Emmy Awards.

## Enfance et éducation
Will Sharpe est né à Londres et a grandi à Tokyo jusqu'à l'âge de huit ans. Sa mère est japonaise et son père anglais. Après son installation au Royaume-Uni, il a étudié au Winchester College, où il était président de la Footlights Revue.

Il s'est spécialisé en études classiques à l'Université de Cambridge. Après avoir obtenu son diplôme, il rejoint la Royal Shakespeare Company. Il est apparu dans des productions telles que The Merchant of Venice et The Taming of the Shrew.

## Carrière
Will Sharpe a obtenu son diplôme en 2008 et a rejoint la Royal Shakespeare Company (RSC) pour leur saison 2008/2009.  Sharpe a passé un an à la RSC et est apparu dans des pièces telles que The Taming of the Shrew , The Merchant of Venice et The Tragedy of Thomas Hobbes , dans laquelle il a joué le jeune Isaac Newton. Il a joué le personnage de Yuki Reid dans la série médicale de la BBC Casualty .
En 2009, il réalise et co-écrit, avec son ami Tom Kingsley, le court-métrage Cockroach. Le premier long métrage du duo, Black Pond, a été projeté au Prince Charles Cinema de Londres à partir de novembre 2011.  Peu de temps après, il a été nommé pour un BAFTA Award du meilleur film.
Will Sharpe a ensuite écrit, réalisé et joué dans la comédie dramatique Flowers en 2016. Mettant en vedette Olivia Colman, Julian Barratt, Daniel Rigby et Sophia Di Martino, Flowers est une comédie noire qui aborde la santé mentale et suit les quatre membres excentriques de la famille Flowers alors qu'ils naviguent ensemble dans leur vie et leurs propres démons intérieurs. La première saison a remporté un BAFTA Television Award du meilleur scénario, et la deuxième saison a recueilli un succès critique unanime.
En 2020, Will Sharpe a remporté un BAFTA Television Award pour son rôle de composition dans la série Giri / Haji.
En 2021, il a réalisé et co-écrit le film biographique La vie extraordinaire de Louis Wain, avec Benedict Cumberbatch dans le rôle de l'artiste Louis Wain .
En 2022, il a rejoint le casting de la série HBO The White Lotus dans sa deuxième saison, se déroulant en Sicile, dans le rôle d'Ethan Spiller, un entrepreneur technologique nouvellement riche en vacances. Ce rôle lui a valu une nomination aux Primetime Emmy Award en tant que meilleur acteur dans un second rôle dans une série dramatique.
En 2023, Will Sharpe réalise l'adaptation cinématographique des mémoires de la chanteuse coréo-américaine Michelle Zauner, Crying in H Mart: A Memoir (en).

## Filmographie
Sauf indication contraire, les informations mentionnées dans cette section peuvent être confirmées par la base de données cinématographiques IMDb,  présente dans la section « Liens externes ».

### Acteur

#### Cinéma
- 2009 : Gokiburi (court-métrage) de Tom Kingsley et lui-même : Kiyoshi
- 2011 : Black Pond de Tom Kingsley et lui-même : Tim Tanaka
- 2014 : Chandide (court métrage) de Christian Cooke : Tom
- 2016 : The Darkest Universe de Tom Kingsley et lui-même : Zac
- 2024 : A Real Pain de Jesse Eisenberg : James
- 2024 : Emmanuelle d'Audrey Diwan : Kei

#### Télévision
- 2008 : The Wrong Door (série télévisée), 3 épisodes (1, 5, 6) : rôles variés
- 2009-2010 : Casualty (série télévisée), 51 épisodes : Yuki Reid
- 2011 : Sirens (série télévisée), épisode 3 I.C.E. de Damon Thomas : étudiant
- 2012 : Sherlock (série télévisée), saison 2, épisode 2 The Hounds of Baskerville de Paul McGuigan : Caporal Lyons
- 2012 : Dirk Gently (série télévisée), épisode 2 de Tom Shankland : David Cho
- 2014 : The Life of Rock with Brian Pern (série télévisée), saison 2, épisode 1 Jukebox Musical de Rhys Thomas : lui-même
- 2014 : Babylon (mini-série télévisée), épisode 5 Hackney Wick de Sally El Hosaini : Rick
- 2016-2018 : Flowers (série télévisée), 12 épisodes : Shun / Greta
- 2017 : W1A (série télévisée), 2 épisodes : Michael Chung
- 2018-2019 : Defending the Guilty (série télévisée), 7 épisodes : Will
- 2019 : Giri/Haji (mini-série télévisée) : Rodney Yamaguchi
- 2022 : The White Lotus (série télévisée), saison 2 : Ethan Spiller
- 2022 : La Maison (The House), segment III : Listen Again and Seek the Sun de Paloma Baeza : Elias (voix)
- 2024 : Too Much (série télévisée) : Felix

#### Jeu vidéo
- 2011 : Total War : Shogun 2 de Michael M. Simpson : voix

### Réalisateur
- 2009 : Gokiburi (court-métrage) coréalisé avec Tom Kingsley
- 2011 : Black Pond coréalisé avec Tom Kingsley
- 2016 : The Darkest Universe coréalisé avec Tom Kingsley
- 2016-2018 : Flowers (série télévisée), 12 épisodes
- 2021 : Landscapers (mini-série télévisée), 4 épisodes
- 2021 : La Vie extraordinaire de Louis Wain (The Electrical Life of Louis Wain)